# Per Brant
Per Brant alternativt Brandt, född 27 december (dopdatum) 1714, död 9 augusti 1767 i Sankt Nikolai församling, Stockholms stad, var en svensk violinist och tonsättare under frihetstiden. 

## Biografi

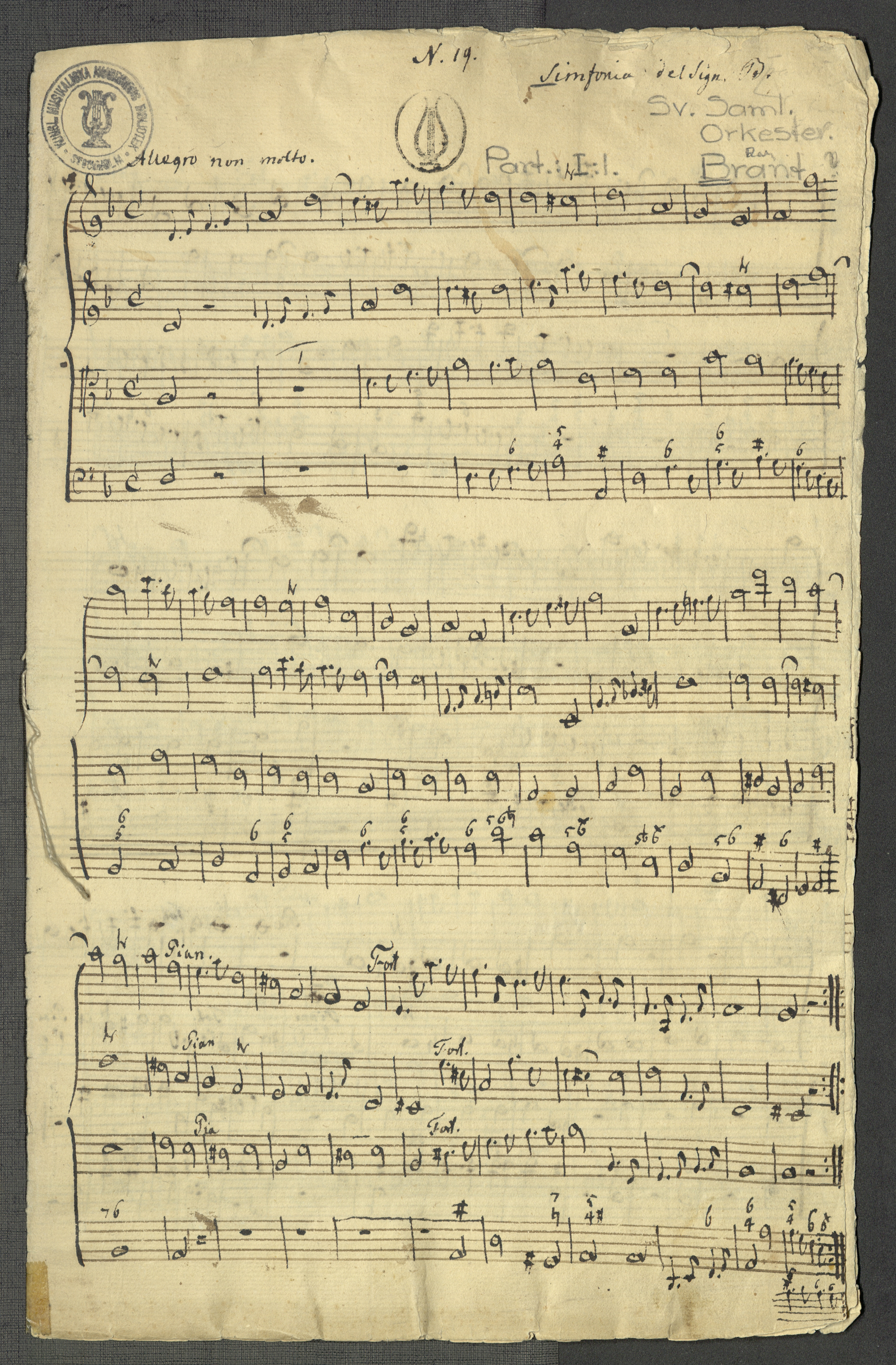
Första notsidan (partitur) till en Sinfonia för stråkar i d-moll av Per Brant. Noterna har tillhört sällskapet Utile Dulci (sällskapets stämpel, en lyra, syns näst högst upp på sidan). Exemplet ger prov på imitation i samtliga fyra stämmor.

Brant blev efter studier vid Uppsala universitet 1727 anställd i Kanslikollegium men övergick redan 1728 till musikerbanan och blev extra violinist vid hovkapellet. 1735 blev han ordinarie violinist, 1738 konsertmästare, 1747 vice och 1758 efterträdde han sin lärare Johan Helmich Roman som ordinarie kapellmästare för hovkapellet. Brant hade ett nära förhållande till sin lärare, som han kallade "min far". Från 1728 gav han även privatkonserter, vilket 1740 ändrades till abonnemangskonserter. Brant hade även planer på att starta en musikalisk akademi, och fick 1748 tillstånd att anordna ett lotteri för att samla ihop de erforderliga medlen. På grund av ekonomiska svårigheter tvingades han dock pantsätta sina lottbrev.
Han är en av de viktigaste kopisterna av svensk och utländsk musik under 1700-talet. Manuskript av Romans verk i Brants hand är speciellt värdefulla inom Romanforskningen, eftersom han stod sin lärare så nära och omarbetade vissa av hans verk.